# Gooseberry Lake Provincial Park
Gooseberry Lake Provincial Park är en park i Kanada.   Den ligger i provinsen Alberta, i den centrala delen av landet, 2 600 km väster om huvudstaden Ottawa. Gooseberry Lake Provincial Park ligger 725 meter över havet. Den ligger vid sjön Gooseberry Lake.
Terrängen runt Gooseberry Lake Provincial Park är huvudsakligen platt. Gooseberry Lake Provincial Park ligger nere i en dal. Trakten runt Gooseberry Lake Provincial Park är nära nog obefolkad, med mindre än två invånare per kvadratkilometer.. Närmaste större samhälle är Consort, 11,1 km söder om Gooseberry Lake Provincial Park.
Trakten runt Gooseberry Lake Provincial Park består till största delen av jordbruksmark.